# Classique du Mur de Grammont 2025
La 3e édition de la Classique du Mur de Grammont (en néerlandais : Muur Classic Geraardsbergen 2025) est une course cycliste masculine disputée le 27 août 2025 autour de Grammont, au sud de la province de Flandre-Orientale, en Belgique. Elle fait partie du calendrier UCI Europe Tour 2025 en catégorie 1.1.

## Parcours
Le parcours emprunte un circuit de 30 kilomètres à accomplir six fois soit une distance totale de 180 kilomètres. Dès le départ, le circuit grimpe d'emblée le Mur de Grammont puis comprend plusieurs côtes : le Parikeberg, Plankkouter et le Denderoordberg et rejoint Grammont où l'arrivée est jugée sur Vesten qui constitue les premières pentes du Mur de Grammont.

## Équipes participantes
| Unknown team category |
|                       |

## Classements

### Classement final
| \| Classement général \| Classement général \| Classement général \| Classement général \| Classement général \| \| Coureur \| Coureur \| Pays \| Équipe \| Temps \| \| ------------------ \| ------------------ \| ------------------ \| ------------------ \| ------------------ \| |         |      |        |       |
| |         |      |        |       |
| |         |      |        |       |
| Classement général |         |      |        |       |
| Coureur | Coureur | Pays | Équipe | Temps |

### Classements UCI
La course attribue des points au classement mondial UCI 2025 selon le barème suivant :
| Position           | 1er | 2e | 3e | 4e | 5e | 6e | 7e | 8e | 9e | 10e | 11e | 12e | 13e à 15e | 16e à 25e |
| Classement général | 125 | 85 | 70 | 60 | 50 | 40 | 35 | 30 | 25 | 20  | 15  | 10  | 5         | 3         |